# Hannes Van der Bruggen
Hannes Van der Bruggen (* 1. dubna 1993, Burst, Belgie) je belgický fotbalový záložník, který působí v klubu KAA Gent.

## Klubová kariéra
V sezóně 2014/15 vyhrál s Gentem ligový titul, první v historii klubu.

## Reprezentační kariéra
Hannes Van der Bruggen působil v mládežnických reprezentacích Belgie od kategorie U15.